# Vadebra bankana
Vadebra bankana är en fjärilsart som beskrevs av Moore. Vadebra bankana ingår i släktet Vadebra och familjen juvelvingar. Inga underarter finns listade i Catalogue of Life.